# Ирод Боэт
Ирод Боэт (Ирод Филипп I, Ирод II) (27 до н. э. — 33/34 н. э.) — сын Ирода Великого и Мариамны, дочери первосвященника Симона бен-Боэтуса. 
Некоторые авторы называют его Иродом Боэтом по имени деда, хотя нет свидетельств, что его так звали. Другие авторы называют его Иродом II. В синоптических Евангелиях его называют Филиппом (Мф. 14:3 , Мк. 6:17). Вероятно это ошибка, что подтверждается тем, что Евангелие от Луки опускает имя Филипп (Лук. 3:19). Но некоторые авторы утверждают, что его действительно звали Иродом Филиппом. В этом случае его называют Ирод Филипп I, чтобы не путать с четверовластником Иродом Филиппом, которого называют Ирод Филипп II.
Он был женат на Иродиаде, сестре Агриппы I, от которой имел дочь Саломею. Потом Иродиада оставила Филиппа и вступила в кровосмесительный брак с единокровным братом Филиппа Иродом Антипою. Об этом пишет Иосиф Флавий (Иудейские древности, кн. XVIII, гл. 5, 4), и упоминается в синоптических Евангелиях. Ирод лишил его наследства, и Филипп всю жизнь провёл частным человеком.